# Enrique Asensi
Enrique Asensi (* 1950 in Valencia) ist ein spanischer Künstler.

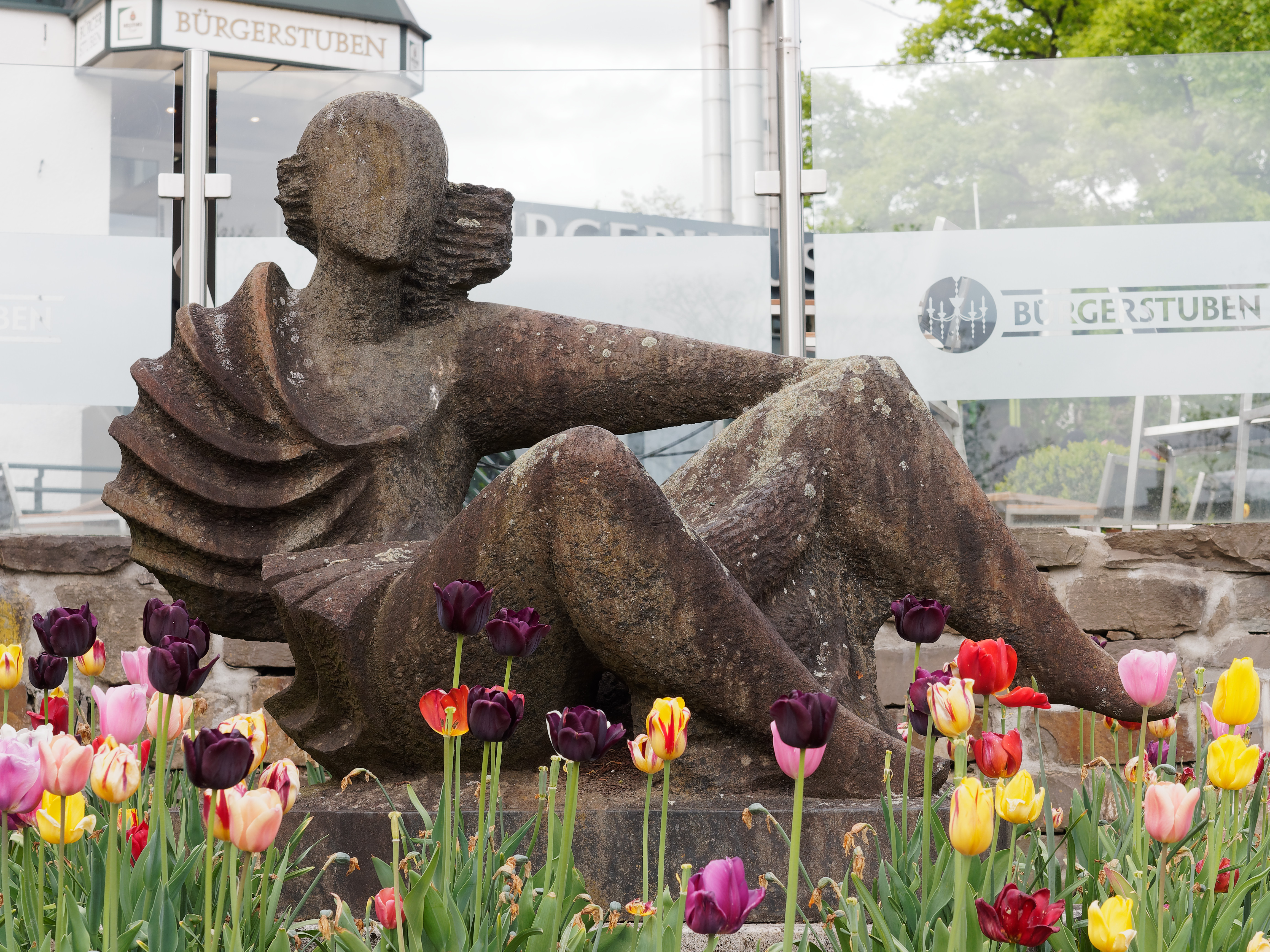
Skulptur vor dem Bürgerhaus in Wickede (Ruhr) von 1981 (Foto 2018)

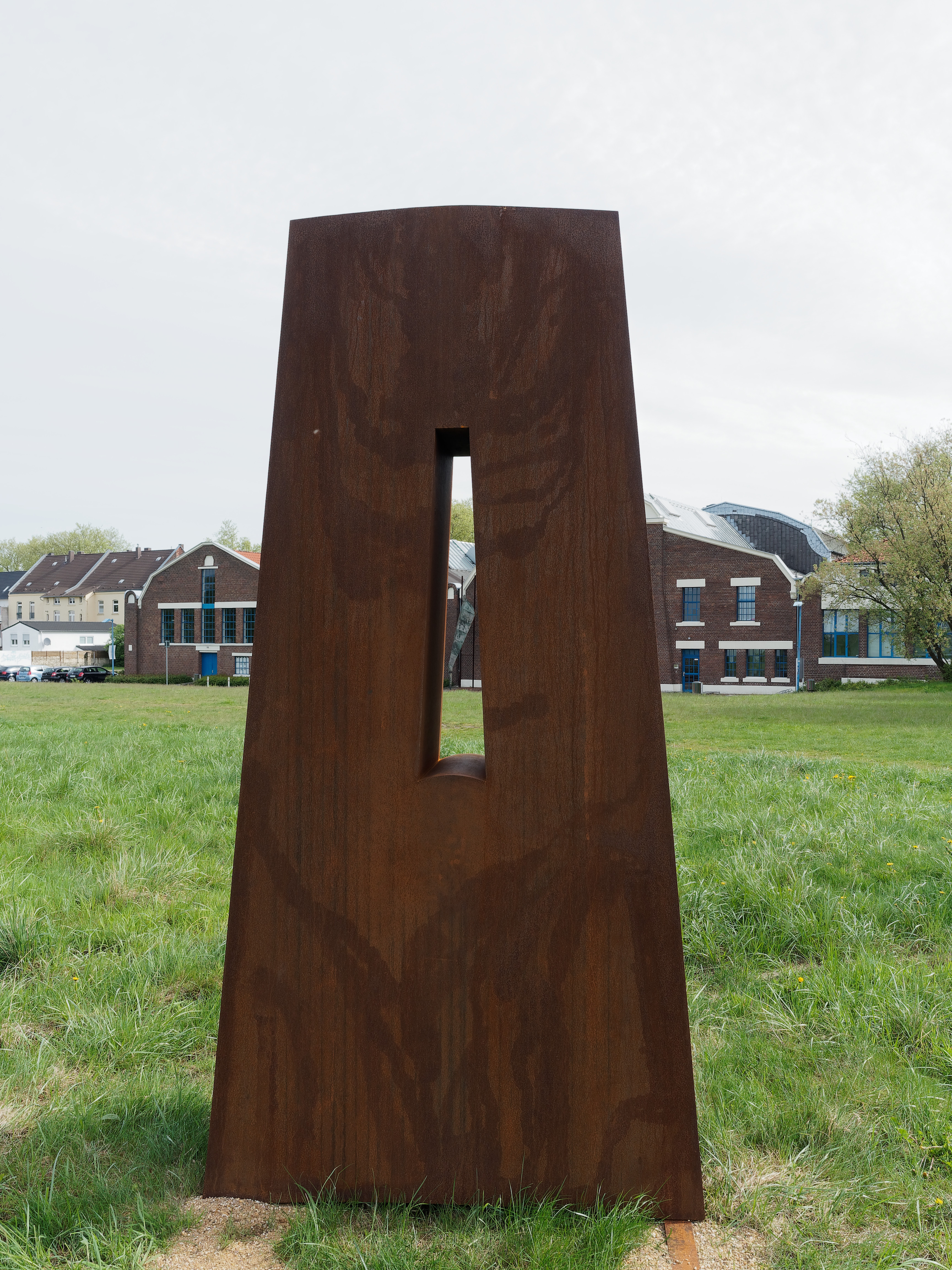
Skulptur im Flottmannpark in Herne (2018)

## Leben
Von 1972 bis 1977 studierte Asensi an der Hochschule für Bildende Künste San Carlos in Valencia. 1977 bekam er ein Stipendium für einen Studienaufenthalt in Deutschland.
Asensi lebt in Spanien und Deutschland (Wickede (Ruhr)) und ist mit einer deutschen Frau verheiratet. In Avinyonet del Penedès bei Barcelona hat er einen Weinberg zu einem Park mit 31 seiner Werke eingerichtet. Die auf dem Gelände gelegene Ruine baute er zu einem Wohnhaus um.

## Werke
Nach einer Phase mit schwarzer Kreidemalerei auf weißen Blättern arbeitet er heute vorwiegend mit COR-TEN-Stahl und Stein. Die Größe seiner Kunstwerke variiert von handlich bis über mehrere Meter. Typisch sind Skulpturen mit einer Öffnung als Durchblick. Die Möglichkeit, hindurch zu blicken, soll dem Betrachter ein Raumgefühl geben.